# زهرة إسبانية
الزهرة الإسبانية ( الإسبانية: Flor española أو canto liso estriado "الحافة الناعمة المزخرفة") هو نوع من أشكال فلان للعملة المعدنية. وهو يتألف من حافة ناعمة مقسمة إلى أقسام متساوية بواسطة سبع مسافات بادئة. وقد ذكر اثنان على الأقل من مصدري العملات المعدنية -الاتحاد الأوروبي وفيجي- صراحةً أن شكل الزهرة الإسبانية وقع عليه الاختيار لمساعدة المكفوفين. ومع ذلك فإن العملة التذكارية البولندية لها مواصفات فنية مختلفة عن العملة المتداولة مما يجعلها غير عملية في الاستخدام اليومي. ولذلك فإن شكل الزهرة الإسبانية له قيمة جديدة فقط على هذه العملة.

## الأصل
| الزهرة الإسبانية | الزهرة الإسبانية |
| ---------------- | ---------------- |
|                  |                  |

كانت العملات المعدنية الإسبانية من فئة 50 بيزيتا التي صدرت بين عامي 1990 و2000 هي الأولى التي تحمل شكل الزهرة الإسبانية.

## عملات معدنية على شكل زهرة إسبانية
- إسبانيا، 50 بيزيتا 1990-1999

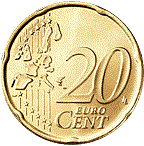
20 سنت على شكل الزهرة الإسبانيةالقطر: ٢٢.٢٥ مم والارتفاع عند الحافة: ٢.١٤ مم والوزن: ٥.٧٤ غرام والشكل: زهرة إسبانية واللون: أصفر

- منطقة اليورو، 20 سنت يورو منذ عام 1999
- أذربيجان، 10 كيبيك من عام 2006
- نيوزيلندا، 20 سنتًا من عام 2006
- ماليزيا، 50 سين من عام 2012
- بولندا، 2 زلوتي 2012، الذكرى الخمسين لإذاعة بولندا
- فيجي، 2 دولار
- سريلانكا، 2 روبية، 2017
- كازاخستان, 200 تنغي, 2020[5]